# パナギオティス・レトソス
パナギオティス・レトソス（Panagiotis Retsos、1998年8月9日 - ）は、南アフリカ・ヨハネスブルグ出身のプロサッカー選手。オリンピアコスFC所属。ポジションはDF。

## 経歴

### クラブ
南アフリカのヨハネスブルグにて、ギリシャ人の両親の下に生まれた。その後、両親の祖国ギリシャに移住し、オリンピアコスFCのユースチームに入団。2016年夏、18歳でトップチームに昇格。8月のUEFAヨーロッパリーグプレーオフ・FCアロウカ戦でトップチームデビュー。2017年2月のキペロ・エラーダス・アトロミトスFC戦ではキャプテンマークを巻いた。この時わずか18歳5ヶ月30日で、クラブ史上最年少のキャプテンとなった。
2017年8月、バイエル・レバークーゼンへ1575万ポンドで移籍。2017年9月のSCフライブルク戦で加入後初出場。4-0の勝利に貢献し、試合後のサポーター投票でマンオブザマッチに選出された。
2020年1月31日、シェフィールド・ユナイテッドFCへシーズン終了までのレンタル移籍。
2020年10月5日、ASサンテティエンヌへ買取オプション付きの1シーズンのレンタル移籍。
2022年1月25日、エラス・ヴェローナFCと2023年6月30日までの契約で完全移籍した。

### 代表歴
その出自から南アフリカ代表を選択することも出来たが、年代別代表から一貫してギリシャ代表として出場している。2017年8月の2018 FIFAワールドカップ・ヨーロッパ予選・エストニア戦でA代表初キャップ。